# Rollo May

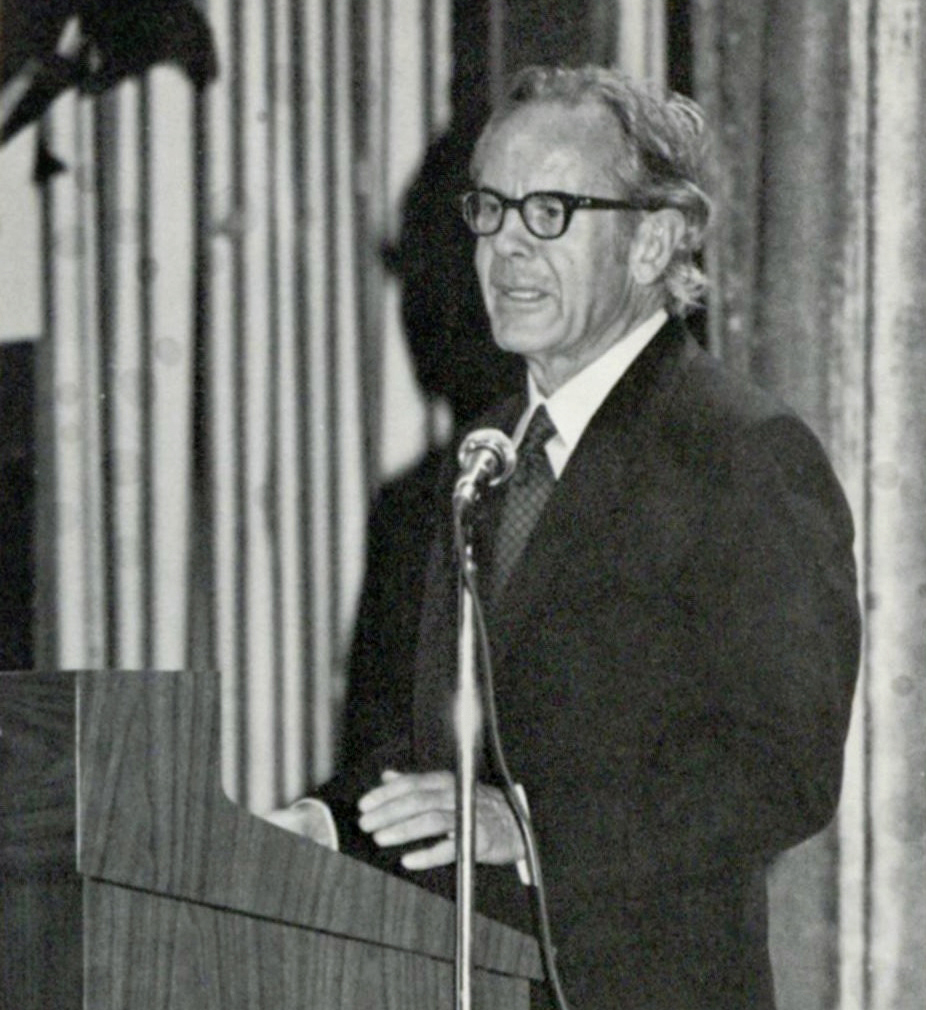
Rollo May in 1977

Rollo May (Ada, Ohio, 21 april 1909 – Tiburon, Californië, 22 oktober 1994) was een bekende Amerikaanse existentieel psycholoog. Hij is onder andere auteur van Love and Will uit 1969  en van The Courage to Create uit 1975. Hoewel hij vaak wordt geassocieerd met de humanistische stroming in de psychologie verschilt hij van andere humanistische psychologen als Maslow of  Rogers doordat hij in zijn werk meer aandacht besteedde aan de tragische kant van het menselijk bestaan. May was een goede vriend van de theoloog Paul Tillich. 

## Biografie
Rollo May genoot zijn bachelor opleiding op Michigan State College en Oberlin College. Aan de Union Theological Seminary haalde hij een bachelorgraad theologie in 1938. Hij promoveerde aan Columbia University in de klinische psychologie in 1949. Zijn eerste boek The Meaning of Anxiety, was gebaseerd op zijn dissertatie. 
De laatste jaren van zijn leven bracht hij door in Tiburon, waar hij stierf in oktober 1994.

## Inhoud van zijn werk
May werd beïnvloed door het Amerikaans humanisme, en zette zich in voor het met elkaar verbinden van existentiële psychologie met andere benaderingen, in het bijzonder die van Freud.
May gebruikte sommige traditionele existentiële termen op een licht afwijkende manier en verzon nieuwe woorden voor traditionele existentialistische concepten.  Met het begrip moed (courage) doelde hij bijvoorbeeld op de manier waarom iemand in de omgang met de buitenwereld de eigen angsten onder ogen ziet en daarboven uit weten te stijgen. 
Rollo May zag bepaalde "fasen" van ontwikkeling in de mens:
- Onschuld; de pre-ego, pre-zelfbewuste fase van het kind. De onschuldige doet alleen wat hij of zij moet doen. Er is al wel een (vrije) wil aanwezig in de vorm van een drang tot het vervullen van behoeften.

- Rebellie; de rebelse persoon wil vrijheid, maar heeft nog geen begrip van de verantwoordelijkheid die daarbij hoort.

- Beslisfase; de persoon zit in een transitiefase in het leven waarbij men wil losbreken van de ouders. In deze fase moet men beslissingen nemen over het levensvervolg en hoe men deze combineert met de uit de rebelse fase komende behoeften.

- Normaal; de ‘normale’ volwassene heeft geleerd wat verantwoordelijkheid is, maar heeft moeite met de eisen die dit aan je stelt. De normale vlucht daarom weg in conformiteit en het nastreven van traditionele waarden.

- Creatief; de authentieke volwassene verkeert in de existentiële fase, voorbij het ik en de zelfverwezenlijking. De creatieve persoon die zijn lotsbestemming accepteert en zijn angsten moedig tegemoet treedt.

Het gaat hierbij niet om fasen in de traditionele zin van het woord. Een kind kan natuurlijk onschuldig, ‘gewoon’ of creatief zijn op bepaalde momenten en een volwassene kan zich rebels gedragen. De enige link met bepaalde leeftijden zit in de mate van voorkomen. De eigenschap rebels is dominant in een kind van 2 jaar en in de puberteit.

## Werken
- The Meaning of Anxiety (1950), W W Norton 1996 revised edition: ISBN 0-393-31456-1
- Man’s Search for Himself (1953), Delta 1973 reprint: ISBN 0-385-28617-1
- Existence (1956), Jason Aronson 1994 reprint: ISBN 1-56821-271-2
- The Art of Counseling (1965), Gardner Press 1989 rev. edition: ISBN 0-89876-156-5
- Psychology and the Human Dilemma (1967), W W Norton 1996 reprint: ISBN 0-393-31455-3
- Love and Will (1969), W W Norton ISBN 0-393-01080-5, Delta 1989 reprint: ISBN 0-385-28590-6
- Power and Innocence: A Search for the Sources of Violence (1972), W W Norton 1998 reprint ISBN 0-393-31703-X
- The Courage to Create (1975), W W Norton 1994 reprint: ISBN 0-393-31106-6
- Freedom and Destiny (1981), W W Norton 1999 edition: ISBN 0-393-31842-7
- The Discovery of Being: Writings in Existential Psychology (1983), W W Norton 1994 reprint: ISBN 0-393-31240-2
- My Quest for Beauty (1985), Saybrook Publishing ISBN 0-933071-01-9
- The Cry for Myth (1991), Delta 1992 reprint: ISBN 0-385-30685-7